# Sedlecký Dvůr
Sedlecký Dvůr (německy Sedletzer Hof) je osada v okrese Třebíč v kraji Vysočina. Jde o místní část obce Popůvky. Sedlecký Dvůr se nachází asi 11 km jihozápadně od Náměšti nad Oslavou a 26 km jihovýchodně od centra Třebíče.
V Sedleckém Dvoře je registrováno šest čísel popisných – 24, 36, 37, 38, 39 a 40. Nachází se zde bezejmenný rybník, v němž pramení potok Kotlík, který je pravostranným přítokem řeky Oslavy.
Sousední osadou je Sedlecká Myslivna, ta již ale leží v jiném katastrálním území, a to Kladeruby nad Oslavou. Sedleckým Dvorem prochází silnice III/39214, která jej spojuje s Popůvkami a Kladeruby nad Oslavou, nedaleko se nachází též její křižovatka se silnicí III/39217.